# Сосновська сільська рада (Шадрінський район)
Сосно́вська сільська рада (рос. Сосновский сельский совет) — сільське поселення у складі Шадрінського району Курганської області Росії.
Адміністративний центр — село Сосновське.
Населення сільського поселення становить 259 осіб (2017; 296 у 2010, 488 у 2002).

## Склад
До складу сільського поселення входять:
| Населений пункт        | Населення, осіб (2002) | Населення, осіб (2010) |
| ---------------------- | ---------------------- | ---------------------- |
| Груздєва, присілок     | 2                      | 3                      |
| Крутіха, присілок      | 134                    | 68                     |
| Малий Беркут, присілок | 0                      | -                      |
| Сосновське, село       | 352                    | 225                    |